# Вейнгартенская история Вельфов
Вейнгартенская история Вельфов (лат. Historia Welforum Weingartensis) — написанная на латинском языке около 1170 года неизвестным по имени монахом Вайнгартенского монастыря Констанцского диоцеза история рода Вельфов. Сохранилась в нескольких рукописях, самая древняя из которых (Мюнхенская) относится к концу XIII — началу XIV веков.

## Издания
- Historia Welforum Weingartensis / ed. L. Weiland // MGH SS. T. XXI. Hannover, 1868, p. 454—471[2].

- Continuatio Staingademensis / ed. L. Weiland // MGH SS. T. XXI. Hannover, 1868, p. 471—472[3].

- Historia Welforum / Neu herausgegeben, uebersetzt und erlaeutert von Erich Koenig (Schwaebische Chroniken der Stauferzeit. Herausgegeben von Wuertt. Kommission fuer Landesgeschichte. Bd- 1). Stuttgart-Berlin. 1938.

- Латиноязычные источники по истории Древней Руси. Германия. Вып. I. Середина IX — первая половина XII в. М. Институт истории АН СССР. 1989.

## Переводы на русский язык
- Вейнгартенская история Вельфов фрагменты источника в переводе М. Б. Свердлова на сайте Восточная литература

- История Вельфов и Штайгаденское продолжение в переводе А. Г. Алексаняна на сайте Восточная литература

- Штайнгаденское продолжение в переводе с немецкого М. Римши на сайте Восточная литература